# Skånes lantbruksmuseum
Skånes lantbruksmuseum är ett museum i Alnarp, som är en del av Alnarpsmuseerna och drivs av Sveriges lantbruksuniversitet.
I samband med de skånska hushållningssällskapens 100-årsjubileum 1914 i Malmö visades 1700- och 1800-talsföremål i en historisk paviljong. Dessa föremål visades också under Baltiska utställningen.
Efter utställningen donerades de flesta föremålen till Alnarp. Paviljongen revs och det mesta av materialet återanvändes i en ny museibyggnad på Alnarp, som ritades av Alfred Arwidius, som också hade ritat paviljongen i Malmö. Museet i rödmålat trä stod färdigt 1916.
Muset inrymmer bland annat jordbrukmaskiner och redskap. I andra byggnader på området har Alnarpsmuseerna Hovbeslagsmuseet, Vagnsmuseet och en permanent utställning över Alnarps historia.

## Exempel på utställda maskiner
- Lokomobilen Munktell H8 nr 1862 från 1899. Den har grundligt restaurerats i nutid av tre smeder med 1000 timmars arbete per man och blev färdig 1989. Lokomobilen användes för att driva tröskverk och stenkross. Lokomobilen är 3,70 meter lång, 1,60 meter bred och omkring fem meter hög med skorsten.Den har ett stort svänghjul med 150 centimeters diameter och ett litet med 90 centimeters diameter. Den drivs av en encylindrig ångmaskin på 25 hkr.[1]

- Bensinmotordriven traktor, tillverkad av Ivel Agricultural Motor i Storbritannien 1903, vilken importerades av A Paulsson & Co i Eslöv. Den restaurerades på 1970-talet och är av sju bevarade i världen. Den är 270 centimeter lång, 109 centimeter bred och 158 cm hög. Den har två drivande, åttaekrade bakhjul som har en diameter på 102 centimeter, samt ett fyrekrat framhjul med en diameter på 52 centimeter. Hjulen är försedda med gummilister. [2]

- Axelvoldströskan, tillverkad av International Harvester i USA 1928, som var den första, importerade skördetröskan i Norden. Den kom i arbete på Axelvolds gård i Kågeröd till 1958. Den har en balkstomme som är 2,9 meter lång. Kniven är 277 centimeter lång. Den har 12 centimeter långa fingrar.[3]